# Сфакс (област)
Сфакс (на арабски: ولاية صفاقس‎) е една от 24-те области (вилаети) на Тунис. Разположена е в източната част на страната и има широк излаз на Средиземно море. Площта на областта е 7545 км², а населението е около 860 000 души (2004). Столица е град Сфакс.